# Elijärvi ja Haukilampi
Elijärvi ja Haukilampi este o arie protejată (arie de protecție specială avifaunistică — SPA) din Finlanda întinsă pe o suprafață de 212 ha, integral pe uscat.

## Localizare
Centrul sitului Elijärvi ja Haukilampi este situat la coordonatele 66°14′15″N 29°27′16″E / 66.2375°N 29.4544°E.

## Înființare
Situl Elijärvi ja Haukilampi a fost declarat arie de protecție specială avifaunistică în august 1998 pentru a proteja 19 specii de animale.

## Biodiversitate
Situată în ecoregiunea boreală, aria protejată nu include niciun habitat protejat.
La baza desemnării sitului se află mai multe specii protejate de  păsări (19): rață sulițar (Anas acuta), gâscă de semănătură (Anser fabalis), ciuf de câmp (Asio flammeus), rața moțată (Aythya fuligula), bătăuș (Calidris pugnax), lebădă de iarnă (Cygnus cygnus), Emberiza rustica, șoim de iarnă (Falco columbarius), cufundar polar (Gavia arctica), cocor (Grus grus), codalb (Haliaeetus albicilla), becațină mică (Lymnocryptes minimus), rață catifelată (Melanitta fusca), Mergellus albellus, codobatura galbenă (Motacilla flava), vultur pescar (Pandion haliaetus), Sterna paradisaea, fluierar negru (Tringa erythropus), fluierar de mlaștină (Tringa glareola).
Pe lângă speciile protejate, pe teritoriul sitului au mai fost identificate 1 specie de amfibieni.